# XQD
XQD ist ein Speicherkartenstandard, der unter anderem für Digitalfotografie genutzt wird und über eine PCI-Express-Schnittstelle kommuniziert.
Beim XQD-1.0-Standard ist zunächst eine Transferrate von 2,5 Gigatransfers pro Sekunde vorgesehen, später soll PCI-Express 2.0 mit 5 GT/s zum Einsatz kommen. Die Abmessungen betragen 38,5 mm × 29,8 mm bei 3,8 mm Dicke. XQD hat damit eine etwas kleinere Fläche als eine CF-Karte und ist dünner als eine CompactFlash-Typ-II-Karte, jedoch dicker als eine CompactFlash-Typ-I-Karte.
Stand 08/2017 erreichten laut Herstellerangaben XQD-Karten (Serie G) eine Lesegeschwindigkeit von 440 MB/s und eine Schreibgeschwindigkeit von 400 MB/s; diese Karten waren mit einer Speicherkapazität von bis zu 256 GB verfügbar. Diese Schreibgeschwindigkeit sollte die Aufnahme von 4K/60p-Videos ermöglichen.
Mittlerweile wurde sie durch die von der Schnittstelle gleiche, schnellere CFexpress-Type B-Karte abgelöst, viele XQD-Geräte können per Firmware nachgerüstet werden, dass sie auch CFexpress-Karten schreiben und lesen können.

## Verwendung
Erste Kamera mit XQD-Karte war die Nikon D4; sie wurde im Januar 2012 vorgestellt. Die Sony FDR-AX1 war der erste Camcorder, der ausschließlich die XQD-Karte als Speichermedium einsetzt; er wurde am 5. September 2013 vorgestellt. Die hohe Schreibrate einer XQD-Karte gestattete diesem Camcorder, Videos mit einer Bildauflösung von 4K aufzunehmen; das entspricht der vierfachen Auflösung von HDTV. Die modernsten Kameras, die XQD-Karten verwendeten, waren die der Nikon Z-Serie, wie zum Beispiel die Z6, Z6II, Z7 und Z7II.
Viele Fotografen, vor allem auch Anfänger entschieden sich zeitweise aufgrund des hohen Preises der XQD-Karten gegen solche Kameramodelle. Nikon baute folglich der Z6II einen Dual-Card-Slot ein, der beide Kartentypen (SD und XQD) parallel beherbergt.